# Dicranella hookeri
Dicranella hookeri là một loài Rêu trong họ Dicranaceae. Loài này được (Müll. Hal.) Cardot mô tả khoa học đầu tiên năm 1906.